# William Milliken

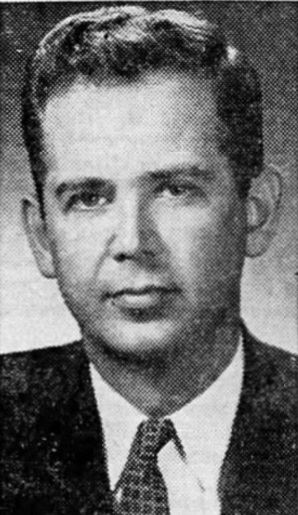
William Milliken (1962)

William Grawn Milliken (* 26. März 1922 in Traverse City, Michigan; † 18. Oktober 2019 ebenda) war ein US-amerikanischer Politiker. Er war von 1969 bis 1983 der 44. Gouverneur des Bundesstaates Michigan.

## Frühe Jahre und politischer Aufstieg
William Milliken entstammte einer in Michigan sehr bekannten Politikerfamilie. Sowohl sein Vater als auch sein Großvater waren Mitglieder des Staatssenats gewesen. Der junge William studierte an der Yale University. Danach beteiligte er sich an dem Familienunternehmen, das aus drei Ladengeschäften in verschiedenen Städten in Michigan bestand. Während des Zweiten Weltkrieges war er bei den Luftstreitkräften der Armee. Dort gehörte er einem Bombergeschwader an.
Zwischen 1960 und 1964 setzte Milliken die Familientradition fort und war seinerseits als Republikaner Mitglied des Senats von Michigan. Während der beiden letzten Jahre war er dort republikanischer Fraktionsvorsitzender. In den Jahren 1964 und 1966 wurde er jeweils zum Vizegouverneur gewählt. Danach wurden nach einer Verfassungsänderung die Amtszeiten auf vier Jahre verlängert. Als der amtierende Gouverneur George W. Romney am 22. Januar 1969 von seinem Amt zurücktrat, um einen Ministerposten im Kabinett Nixon einzunehmen, wurde Milliken neuer Gouverneur von Michigan.

## Gouverneur von Michigan
Nachdem Milliken zunächst die Amtszeit seines Vorgängers beendet hatte, wurde er in den Jahren 1970, 1974 und 1978 jeweils für vier Jahre erneut zum Gouverneur gewählt. Damit blieb er bis zum 1. Januar 1983 im Amt. Mit fast 14 Jahren hält Milliken den Amtszeitrekord der Gouverneure von Michigan und es ist nach der heute gültigen Verfassung, die die Amtszeiten des Gouverneurs auf zwei jeweils vierjährige Perioden einschränkt, nicht mehr möglich, diese Marke zu erreichen. In seine Amtszeit fallen die Energiekrise der 1970er Jahre und die damit verbundene wirtschaftliche Rezession. Trotz der Krise und der damit verbundenen Probleme blieb der Gouverneur im Volk beliebt. Er musste sich neben der Wirtschaftskrise auch noch mit einem Streik bei General Motors im Jahr 1970 befassen. Durch ein chemisches Gift namens PBB wurde die Nahrungskette gefährdet. Das Krankensystem für geistig Behinderte war damals auch heftig umstritten. Der Gouverneur schaffte es, all diese Probleme in den Griff zu bekommen. Darüber hinaus setzte er sich für die Umwelt, die Kunst und die älteren Menschen in seinem Staat ein. Bemerkenswert ist das im Jahr 1970 erlassene Umweltschutzgesetz, das bundesweiten Beispielcharakter hatte. Er war auch Mitglied mehrerer Gouverneursvereinigungen. Am Ende seiner Amtszeit war die Ernennung von Dorothy Comstock Riley zur Richterin am Michigan Supreme Court umstritten, weil dies wenige Wochen vor dem Ende seiner Amtszeit geschah und sein gewählter Nachfolger James Blanchard der Ansicht war, Milliken hätte diese Ernennung ihm überlassen müssen. Daraufhin stimmten die übrigen Mitglieder des Gerichtshofs für die Annullierung der Ernennung. Zwei Jahre später wurde Dorothy Riley doch an dieses Gericht berufen.

## Weiterer Lebenslauf
Im Jahr 1982 verzichtete Milliken auf eine erneute Kandidatur. Stattdessen wurde er später Mitglied des Vorstands von Chrysler. Außerdem war er Mitglied einer privaten Organisation zum Schutz der großen Seen (Center for the Great Lakes). Während der Präsidentschaftswahlen des Jahres 2004 verließ Milliken vorübergehend die Parteilinie und unterstützte den Demokraten John Kerry in dessen Wahlkampf gegen den republikanischen Präsidenten George W. Bush. Im Jahr 2008 war er wieder auf die Parteilinie eingeschwenkt und unterstützte den Wahlkampf von John McCain.
Zusammen mit seiner Frau Helen Milliken hatte der frühere Gouverneur zwei Kinder; Sohn William und Tochter Elaine, die im Jahr 1993, im Alter von 45 Jahren, an Krebs gestorben ist.